# セフィロト〜時の世界樹〜
『セフィロト〜時の世界樹〜』（セフィロト ときのせかいじゅ）は、株式会社ウインライトにより運営されていたソーシャルゲーム。2012年3月にGREE (Platform) にてサービス開始、2013年6月にはiOS / Android 向けネイティブアプリ版がサービス開始。

## 概要
アイディアファクトリー/デザインファクトリーの『緋色の欠片』『薄桜鬼』『ワンド オブ フォーチュン』『猛獣使いと王子様』『AMNESIA』『NORN9 ノルン+ノネット』『十鬼の絆 〜関ヶ原奇譚〜』といったオトメイト作品に登場するキャラクターがカードとなって集結した女性向けカードゲーム。一部カードはボイス付きとなっている。
会員数はサービス開始より2014年7月22日に50万人を突破。
会員数が2016年7月に100万人を突破。
2022年6月28日をもってサービスを終了した。

## 登場作品
序列はゲームにおける登場順に従う。
- 薄桜鬼 〜新選組奇譚〜
- 薄桜鬼SSL 〜sweet school life〜
- 十鬼の絆_〜関ヶ原奇譚〜
- AMNESIA（アムネシア）
- 緋色の欠片 / ヒイロノカケラ
- ワンド オブ フォーチュン
- 猛獣使いと王子様
- 源狼 GENROH
- コンフィデンシャルマネー
- 十三支演義 〜偃月三国伝〜
- CLOCK ZERO 〜終焉の一秒〜
- デザート・キングダム
- 二世の契り
- Glass Heart Princess
- L.G.S 〜新説 封神演義〜
- Princess Arthur （プリンセスアーサー）
- 恋花デイズ
- DIABOLIK LOVERS（ディアボリック ラヴァーズ）
- NORN9 ノルン+ノネット
- 忍び、恋うつつ
- アーメン・ノワール
- 真･翡翠ノ雫
- S.Y.K ～新説西遊記～
- デス・コネクション
- マスケティア
- ウィル・オ・ウィスプ
- Are you Alice?
- 神なる君と
- 夏空のモノローグ
- 裏語 薄桜鬼
- 蒼黒の楔 緋色の欠片3
- 白華の檻 〜緋色の欠片4〜
- しらつゆの怪
- RE:VICE【D】
- BinaryStar
- 熱血異能部活譚 Trigger Kiss
- 華ヤカ哉、我ガ一族
- Jewelic Nightmare
- 戦場の円舞曲（せんじょうのワルツ）
- Code:Realize 〜創世の姫君〜
- SNOW BOUND LAND
- 黒蝶のサイケデリカ
- KLAP!! 〜Kind Love And Punish〜
- レンドフルール
- 君とナイショの…今日から彼氏『キミカレ〜新学期〜』
- ROOT∞REXX
- ゆのはなSpRING!
- BAD APPLE WARS
- ニル・アドミラリの天秤 帝都幻惑綺譚
- Collar×Malice
- ピリオドキューブ 〜鳥籠のアマデウス〜
- 鏡界の白雪
- 猛獣たちとお姫様
- 悠久のティアブレイド -Lost Chronicle-
- 数乱digit
- 灰鷹のサイケデリカ
- 花朧 ～戦国伝乱奇～
- 白と黒のアリス
- 天涯ニ舞ウ、粋ナ花
- ピオフィオーレの晩鐘
- Cendrillon palikA